# Lamprystica igneola
Lamprystica igneola är en fjärilsart som beskrevs av Herbert Stringer 1930. Lamprystica igneola ingår i släktet Lamprystica och familjen plattmalar. Inga underarter finns listade i Catalogue of Life.